# Hagnagora richardi
Hagnagora richardi es una especie de polilla de la familia de las geométridas. Solamente han sido encontradas en una pequeña región alrededor del Parque nacional Podocarpus, en las provincias de Zamora-Chinchipe y Loja en Ecuador.
La longitud de las alas anteriores es de 19 mm para machos y de 21 mm para hembras. Los adultos se parecen mucho a las  H. anicata del mismo clado. En mediano es significativamente más grande que H. anicata, pero las hembra tienen aproximadamente la misma medida que las Hagnagora hedwigae. Es fácilmente distinguible de Hagnagora marionae por el color blanco crema de las manchas de las alas anteriores.

## Etimología
La especie fue nombrada en honor de Richard Philipp, en reconocimiento de él y de sus padres que fueron soporte para la taxonomía de polillas geométridas neotropicales.